# ظرفیت جذب
ظرفیت جذب، در مدیریت اجرایی کسب‌وکار، به‌عنوان توانایی بنگاه در تشخیص ارزش اطلاعات بیرونی جدید، جذب و به‌کارگیری آن در راستای اهداف تجاری بنگاه تعریف شده است. در واقع ظرفیت جذب یک قابلیت پویا، مربوط به خلق و به‌کارگیری دانش است که توانایی بنگاه را در به‌دست آوردن و حفظ یک مزیت رقابتی افزایش می‌دهد.
از آن جایی که ظرفیت جذب، فعالیتی پویا و از جنس شناسایی و اکتساب دانش است و پایه دانشی نیز یکی از مهم‌ترین دارایی‌های سازمان برای دستیابی به مزیت رقابتی است. ظرفیت جذب ماهیتی میان‌رشته‌ای دارد و ردپای مفهوم ظرفیت جذب در حوزه‌های مختلف از جمله مدیریت نوآوری، عملکرد تجاری، انتقال بین‌سازمانی دانش، یادگیری بین‌سازمانی و مدیریت دانش دیده می‌شود.

## تاریخچه و مفهوم ظرفیت جذب
مفهوم ظرفیت جذب اولین بار توسط کوهن و لوینتال در سال‌های ۱۹۸۹ و ۱۹۹۰ معرفی گردید. طبق نظر آنها ظرفیت جذب عبارت است از توانایی یک بنگاه برای درک ارزش اطلاعات جدید و خارج از بنگاه، تجزیه و تحلیل ارزش اطلاعات و سپس کاربست آنها در اهداف تجاری. این فرایند در توانمندی نوآورانه بنگاه بسیار حیاتی و مهم می‌باشد. کوهن و لوینتال بر روی جنبه‌های شناختی فرایند یادگیری و نوآوری تمرکز بیشتری کردند. آنها معتقدند توانمندی نوآوری می‌تواند از طریق فرایند درک ارزش‌های جدید، استفاده از ارزش‌های کسب شده و به‌کارگیری آن‌ها انجام شود و این فرایند می‌تواند ظرفیت جذب در سازمان را تحت تأثیر قرار دهد.

## ابعاد ظرفیت جذب

### اکتساب
قابلیت بنگاه در شناسایی و کسب دانشی که خارج از بنگاه تولید شده و برای عملیات بنگاه مهم است.

### جذب
روال‌ها و فرآیندهایی که به بنگاه اجازه تجزیه و تحلیل، پیشرفت، تفسیر و ترجمه کردن و فهمیدن اطلاعات به‌دست‌آمده از منابع خارجی را می‌دهد.

### تبدیل
به معنی توانمندی‌های بنگاه در توسعه و تصحیح روال‌هایی که ترکیب دانش‌های موجود را با آن‌هایی که به‌تازگی کسب و جذب شده‌اند، تسهیل می‌کند؛ که این امر به‌وسیلهٔ افزودن یا حذف دانش یا به‌صورت ساده‌تر ترجمه و تفسیر یکسان دانش (یک دانش) انجام می‌شود.

### به‌کارگیری
بهره‌برداری نشان‌دهندهٔ توانایی بنگاه برای برداشت محصول و ترکیب دانش در میان عملیات است. این امر به بازیابی دانش موجود که برای استفاده از آن درونی‌سازی شده است، نیاز دارد.

### نگهداری
به حفظ دانش در طول زمان اشاره دارد.

### بازآوری مجدد
دانش جذب‌شده گاهی باید برای سال‌ها نگهداری شود، تا وقتی که در نهایت در محصول جدید به‌کار گرفته شود.

## زیرمجموعه‌های ظرفیت جذب

### ظرفیت جذب بالقوه
شامل اکتساب دانش و قابلیت‌های جذب و درونی‌سازی است.

### ظرفیت جذب بالفعل و قابل بهره‌برداری
بر تبدیل دانش و بهره‌برداری از آن تمرکز دارد.

## مقیاس‌های سنجش ظرفیت جذب دانش در سازمان‌ها
کمیوسن و مورس در سال ۲۰۱۰ مقیاسی برای سنجش ظرفیت جذب دانش در سازمان‌ها طراحی کرده‌اند که شامل سه مولفهٔ زیر است:
- یادگیری اکتشافی
- یادگیری تحول‌آفرین
- یادگیری استثماری